# Me Ammi
Me Ammi (hebr. מי עמי; ang. Mei Ami) – moszaw położony w Samorządzie Regionu Menasze, w dystrykcie Hajfa, w Izraelu.

## Położenie
Moszaw Me Ammi jest położony na południe od masywu Góry Karmel, w pobliżu miasta Hadera.

## Historia
Moszaw został założony w 1963 roku.

## Gospodarka
Gospodarka moszawu opiera się na intensywnym rolnictwie.